# Dendropicos
Dendropicos är ett släkte med afrikanska fåglar i familjen hackspettar inom ordningen hackspettartade fåglar. Enligt AviList placeras följande arter i släktet:
- Malawispett (D. stierlingi)
- Brunryggig hackspett (D. obsoletus)
- Gulbukig askspett (D. goertae)
- Rödbukig askspett (D. spodocephalus)
- Olivspett (D. griseocephalus)
- Abessinspett (D. abyssinicus)
- Dysterspett (D. lugubris)
- Kongospett (D. elliotii)
- Sahelspett (D. elachus)
- Gabonspett (D. gabonensis)
- Skogsbrynsspett (D. poecilolaemus)
- Kardinalspett (D. fuscescens)